# Wellington (Maine)
Wellington es un pueblo ubicado en el condado de Piscataquis en el estado estadounidense de Maine. En el Censo de 2010 tenía una población de 260 habitantes y una densidad poblacional de 2,51 personas por km².

## Geografía
Wellington se encuentra ubicado en las coordenadas 45°4′37″N 69°35′11″O / 45.07694, -69.58639. Según la Oficina del Censo de los Estados Unidos, Wellington tiene una superficie total de 103.42 km², de la cual 103.24 km² corresponden a tierra firme y (0.17%) 0.18 km² es agua.

## Demografía
Según el censo de 2010, había 260 personas residiendo en Wellington. La densidad de población era de 2,51 hab./km². De los 260 habitantes, Wellington estaba compuesto por el 97.31% blancos, el 0% eran afroamericanos, el 0% eran amerindios, el 0% eran asiáticos, el 1.92% eran isleños del Pacífico, el 0% eran de otras razas y el 0.77% pertenecían a dos o más razas. Del total de la población el 0% eran hispanos o latinos de cualquier raza.